# ハンナ・ピトキン
ハンナ・フェニヘル・ピトキン (Hanna Fenichel Pitkin、1931年7月17日 - 2023年5月6日)は、アメリカ合衆国の政治学者、政治理論研究家である。カリフォルニア大学バークレー校の政治学の名誉教授。
1967年に発表された独創的な研究『代表の概念』で最もよく知られる。
ピトキンの関心と研究は、ヨーロッパ政治思想史、日常言語学、精神分析、第二波フェミニズム理論、フィクションに及んだ。

## 略歴
1931年、ベルリンでユダヤ系ドイツ人の両親のもとに生まれる。父は精神分析家で『神経賞の精神分析論（The psychoanalytic Theory of Neurosis）』の著者、オットー・フェニヘル。ナチスドイツから逃れ、オスロ、プラハを経て、、1938年に一家で米国に移住した。1961年にカリフォルニア大学バークレー校から哲学博士号を取得した。
その後、バークレー校、サンフランシスコ州立大学、ウィスコンシン大学マディソン校で教鞭をとり、1966年にバークレー校で初の女性上級教員として復帰した。
1982年に、カリフォルニア大学バークレー校から優秀教育賞を授与された。
1997年に定年退職したが、その後も十数年間、教鞭をとり、大学院生を指導した。
2021年まで原稿に取り組んでおり、最後の、そして未完となった本は、権威の概念に関するものだった。
2023年5月6日、自宅で逝去。

## 政治における”代表”
著作『代表の概念』（In The Concept of Representation）の中でピトキンは、形式主義的、記述的（描写的）、象徴的、実体的の4タイプに分けて”代表”を説明している。

## エピソード
ピトキンはコンピューターも携帯電話も使ったことがない。ピトキンは手動のタイプライターか手書きですべてを行った。

## 書籍
著書にThe Concept of Representation（『代表の概念』）、Wittgenstein and Justice（1972、1984、1992）、Fortune Is a Woman: Gender and Politics in the Thought of Niccolò Machiavelli（1984、1999）など、多数の記事と編著がある。1998 年にThe Attack of the Blob: Hannah Arendt's Concept of "the Social" を出版した。彼女の著作から幅広く集められたHanna Fenichel Pitkin: Politics, Justice, Action (2016) で、テーマ別に解説している。

## 受賞と業績
- 2003年、代表制の問題を中心とした画期的な理論的業績に対して、ヨハン・スクデ政治学賞を受賞した[5] 。
- 政治理論家のジョン・シャーと結婚した。
- ピトキンの学生には、David Laitin (スタンフォード大学)、Dan Avnon (ヘブライ大学、エルサレム)、Lisa Wedeen (シカゴ大学)、Mary G. Dietz (ノースウェスタン大学) などの著名な政治学者がいる。